# Publication assistée par ordinateur
Ne doit pas être confondu avec Conception assistée par ordinateur ou Traitement de texte.
Pour les articles homonymes, voir PAO et DTP.
La publication assistée par ordinateur (PAO) définit le processus de création de documents imprimables à l'aide d'un ordinateur, remplaçant ainsi les méthodes traditionnelles de typographie et de photocomposition. Ce travail, souvent appelé prépresse, est un terme désormais plus utilisé que PAO.
La publication assistée par ordinateur se fait à l'aide de logiciels spécialisés, appelés logiciels de mise en page ou logiciels de PAO, semblables à des logiciels de traitement de texte ordinaires, mais où un accent particulier a été mis sur la disposition des textes et des images sur une page. Le document à imprimer est affiché à l'écran de l'ordinateur exactement tel qu'il sera sur le papier (WYSIWYG), avec la possibilité de changer la typographie et de voir immédiatement le résultat. De tels logiciels existent depuis 1985.

## Introduction
La publication assistée par ordinateur consiste à créer des documents imprimés, tels que des livres et des journaux, en travaillant la composition et la typographie de documents qui peuvent avoir été écrits par des tiers. Le travail se fait à l'aide d'un ordinateur, et de logiciels qui permettent le traitement de texte, la mise en page, l'illustration et la retouche d'images. Les documents composés peuvent ensuite être imprimés avec une imprimante ou en imprimerie.

### Activité
La publication assistée par ordinateur consiste à créer des documents imprimés en utilisant un ordinateur, une imprimante et éventuellement un scanner en lieu et place des techniques mécaniques de l'imprimerie. Il peut s'agir de livres, de journaux, de brochures, de publicité, de dépliants, de cartes de vœux ou de cartes postales. Les documents peuvent contenir des photos, des images numérisées, des cliparts et des logos. Les documents sont ensuite imprimés à l'aide d'une imprimante ou dans une imprimerie. L'opération se fait à l'aide de logiciels spécialisés, semblables à des traitements de texte ordinaires, mais où un accent particulier a été mis sur la disposition des textes et des images sur une page. Des logiciels élaborés de traitement de texte peuvent également être utilisés pour de la publication assistée par ordinateur.
Les personnes qui travaillent dans la PAO passent beaucoup de temps devant leur ordinateur, à arranger des textes et des images créés par autrui ou par eux-mêmes. Leur travail consiste à préparer des fichiers pour la presse écrite, la publication sur le web ou sur CD. Ils travaillent à la composition du contenu d'ouvrages qui peuvent être sous la forme de rapports, de brochures ou de livres. Les qualités appréciées pour travailler dans ce domaine sont le souci du détail, le sens esthétique et artistique, une bonne maîtrise de la grammaire et de l'orthographe et la patience.
La publication assistée par ordinateur implique la manipulation des caractéristiques typographiques des textes : la taille des caractères en pica, les styles (antique ou à empattements), le crénage et l'espacement entre les lettres. Les ouvrages réalisés comportent généralement une mise en page — un ensemble de caractéristiques communes à toutes les pages : taille du papier, orientation, dimension des marges, numérotation, nombre de colonnes de texte et caractéristiques des en-têtes et des pieds de page.

### Outils
Les logiciels de publication assistée par ordinateur offrent généralement des fonctionnalités telles que le traitement de texte, la mise en page, la création d'illustrations, la retouche d'images numériques et la gestion des politiques de caractères. Un tournant majeur dans ce domaine a été marqué par l'arrivée des ordinateurs Macintosh en 1984. Auparavant, la mise en forme des textes sur papier reposait sur l'ajout d'un manuel de marques typographiques, sans aperçu visuel immédiat. Avec les  interfaces graphiques, il est devenu possible de visualiser directement à l'écran le rendu final du document (principe WYSIWYG, "what you see is what you get"), permettant de modifier la typographie en temps réel et d'observer instantanément le résultat.
Il n'existe pas de séparation claire entre le traitement de textes et la publication assistée par ordinateur. Essentiellement, le traitement de texte consiste à rédiger et modifier des textes, et est une des activités effectuées en publication assistée par ordinateur. Les logiciels sophistiqués, initialement destinés au traitement de texte, peuvent être utilisés pour de la publication assistée par ordinateur. La PAO consiste essentiellement à créer des documents multipages destinés à être imprimés sous forme de livre ou de brochure. La PAO consiste également à créer des catalogues, des cartes de vœux, ou des étiquettes.
Les fonctions typiques des logiciels de traitement de texte sont la possibilité de choisir la police d'écriture, de créer des titres, de créer des en-têtes et des pieds de page, de justifier les textes, de numéroter automatiquement les pages, de permettre de manipuler les marges et d'ajouter des tabulateurs. Il est également apprécié que le logiciel permette d'ajouter des photos, des clipart, des formes géométriques ou des symboles, de créer automatiquement une table des matières, de vérifier l'orthographe et la grammaire.
Les fonctions typiques des logiciels de publication sont la possibilité de numéroter automatiquement les pages, de générer des en-têtes, des pieds de page, un sommaire et une table des matières. Il est également apprécié que le logiciel traite de manière différente les pages paires et impaires, ainsi que la première page, qu'il facilite la manipulation de grandes quantités de textes et d'images.
Les logiciels souvent utilisés dans ce domaine sont Adobe InDesign, QuarkXPress,  Scribus, Apple Pages, Corel Draw, Corel Photo-Paint, Adobe Illustrator, Adobe Photoshop, Microsoft Publisher, Microsoft Word. PageMaker, lancé en 1985, a été un des premiers logiciels de publication assistée par ordinateur.
La publication assistée par ordinateur implique souvent le recours à la technologie PostScript. C'est un langage informatique qui décrit comment un document se présente sur le papier. Il est utilisé pour communiquer entre l'ordinateur et l'imprimante. Le recours à cette technologie permet d'obtenir un résultat plus fidèle, en particulier lorsque la présentation du document est compliquée. De plus la présentation du document sur le papier sera identique, quel que soit le modèle d'imprimante utilisé.

## Historique
La typographie classique devenant onéreuse, et la photocomposition d'usage complexe, l'avènement de l'informatique a permis de créer, dès la fin des années 1960, des systèmes dévolus à la composition électronique des textes. Ces systèmes étaient encombrants et coûteux, ce qui les destinait uniquement à des milieux professionnels. De plus, l'usage de la codification de la photocomposition continuait à demander une formation, même si l’ordinateur se chargeait d’une partie du travail.

### Le texte marqué
Dans l'univers des mainframes (ces gros ordinateurs de l'époque), le texte marqué était une pratique courante. Charles Goldfarb (en), par exemple, a mis au point le Generalized Markup Language (GML), un système permettant de préciser la nature d'un passage (titre, citation, exemple, intitulé de chapitre ou de section, etc.) sans prédéterminer son apparence . La mise en forme était alors d'un fichier annexe, appelé "profile" (fichier prologue), qui traduisait ces indications en ordres de composition adaptés au contexte et pouvait être modifié à tout moment.
Grâce à ce procédé :
- un même arsenal pouvait rédiger une documentation unique pour les armées de terre, de mer et de l'air (qui avaient des normes de présentation différentes), cette documentation se traduisant par les bonnes présentations pour chaque arme au moyen de trois fichiers profile réalisés une fois pour toutes.
- Si la norme était modifiée, une simple correction correspondante du fichier profile permettait d’imprimer immédiatement un exemplaire de la documentation à la nouvelle norme, ce qui se traduisait par des millions d’économie.

Goldfarb, ayant quitté IBM, formalisa ensuite son GML en SGML, qui eut deux retombées directes :
- Le HTML utilisé pour le Web (mais qui s’écartait un peu du principe des marques purement descriptives).
- Le XML utilisé aujourd’hui dans les communications intermachines, mais aussi pour la rédaction de documentations internationales.

L’INRIA fut l’un des premiers organismes à mettre sur le marché un éditeur SGML, nommé GRIF et d’ergonomie très similaire à Word 2 pour Windows. La suite LibreOffice sauvegarde ses documents préférentiellement dans un format XML (OpenDocument).
L’éditeur O’Reilly édite aujourd’hui tous ses ouvrages à partir de sources en texte marqué.

### Le WYSIWYG
Dans les années 1980, Xerox a été le premier à proposer des machines de traitement de texte qui présentent à l'affichage le texte tel qu'il sera édité, puis les premiers ordinateurs personnels se répandirent, dont le Macintosh, et mirent à la portée d'un plus large public la puissance des gros systèmes informatiques jusqu'alors réservés aux laboratoires et aux programmeurs. Les interfaces graphiques comme Mac OS sur Macintosh, GEM et plus tard Windows sur PC, facilitèrent la prise en main de ces ordinateurs de nouvelle génération qui, en s'affranchissant du mode texte des terminaux, s'ouvrirent à la création avec des méthodes de travail plus naturelles : bureau virtuel, icônes, manipulations des graphismes à la souris. Cela permit aux artistes et aux maquettistes de passer plus facilement à l'informatique.
Dans un premier temps, les logiciels de traitement de texte évoluèrent, comme Microsoft Word qui en 1983 tournait sous DOS en mode texte puis en 1984 passa en version graphique sur Macintosh. De même, MacWrite fut à la sortie du Macintosh en 1984 le premier traitement de texte grand public à utiliser le principe WYSIWYG (What you see is what you get). Ensuite, se spécialisant dans la mise en pages. D'autres logiciels, comme Ventura Publisher lancé en 1986, apportèrent leur pierre à l'édifice et transposèrent sur l'ordinateur les techniques traditionnelles d'édition, comme : gestion de la typographie, arrangement des textes par bloc, détourage des images.
En 1999, Adobe marqua un grand coup dans le monde de la PAO en sortant InDesign, inspiré à la fois par PageMaker et XPress. Ce logiciel rencontra un rapide succès chez les graphistes et les maquettistes indépendants, avant de concurrencer XPress sur le terrain des grosses sociétés de presse[réf. nécessaire]. Cela poussa Quark, qui n'avait pas fait évoluer son logiciel de façon significative depuis des années, à se rapprocher de ses clients et relancer de nouvelles versions.
En parallèle, les logiciels spécialisés dans le traitement de texte et dans la mise en pages furent complétés par ceux dédiés au graphisme. En 1984, MacPaint pour le dessin bitmap (intervenant sur les pixels) et MacDraw pour le dessin vectoriel (courbes mathématiques dites « de Bézier ») ouvrirent la voie grâce à l'interface graphique du Macintosh et à la résolution de son écran adaptée aux imprimantes. En 1990, avec son logiciel de retouche et de manipulation d'images photographiques Adobe Photoshop, Adobe devint avec Apple et Quark l'un des noms les plus importants de l'histoire de la PAO. En dessin vectoriel, c'est Adobe Illustrator qui s'imposa comme l'outil incontournable des graphistes. D’autres logiciels vectoriels, tels FreeHand toujours de la société Adobe, ou CorelDraw, populaire car bon marché mais peu apprécié des professionnels, contribuèrent chacun à leur niveau à développer la création graphique sur ordinateur.
Depuis les années 1980, le temps fit son œuvre et certains logiciels disparurent, d’autres furent rachetés par de grosses sociétés. Par exemple: Adobe a racheté PageMaker, Macromedia a récupéré FreeHand avant d'être acheté par Adobe, Ventura Publisher a été rebaptisé Corel Ventura lorsque Corel le racheta à Xerox. D'autres encore firent leur apparition, mais les ténors du départ sont aujourd'hui les logiciels les plus répandus dans la profession, avec le trio de tête : Quark XPress, Adobe InDesign, Adobe PageMaker et, pour le graphisme, le couple Adobe Photoshop et Adobe Illustrator.
La communauté des logiciels libres entre à son tour dans la danse en proposant Scribus comme solution de remplacement à QuakXPress et InDesign. Il fonctionnait initialement sous Linux, mais il se décline désormais en versions pour Windows et Mac OS X. Scribus a une allure de feu PageMaker et vise le créneau de Microsoft Publisher. Très loin d’offrir toutes les fonctions avancées et l’ergonomie des logiciels professionnels, il en reste néanmoins très intéressant pour les particuliers et les associations qui ne peuvent s’offrir un logiciel de PAO professionnel malgré les importantes concessions tarifaires consenties par les fabricants. Son développement permanent et son succès laissent présager à terme sa place auprès des « grands » concurrents libres aux logiciels propriétaires payants cités plus haut.
Scribus sera complété utilement par :
- Gimp comme alternative à Adobe Photoshop pour les images matricielles.
- Inkscape comme alternative à Adobe Illustrator pour les images vectorielles.
- LibreOffice comme alternative à Microsoft Office.

Pour l'imposition, il existe plusieurs solutions déjà fort répandues : entre autres, le logiciel Preps édité par Kodak, le plug-in INposition Pro et le logiciel DynaStrip, édité par Dynagram. La société canadienne Ultimate Technographics offre la suite de solutions Impostrip.
Le premier inconvénient de ces logiciels est qu’à l'origine ils marquaient en quelque sorte une régression par rapport au principe du « texte marqué ». En particulier, les mises à jour automatiques ne se faisaient plus : tout redevenait manuel, bien qu’assisté par des commandes puissantes comme « Rechercher/Remplacer ». Cet inconvénient est à relativiser avec l'apparition des feuilles de style, puis des langages de programmation de scripts et enfin des applications dédiées pour la presse. En contrepartie, confort considérable, ces logiciels étaient WYSIWYG (« what you see is what you get », parfois traduit comme « tel écran, tel écrit »), ce qui permettait d’affecter à leur usage du personnel n’ayant pas besoin de faire un aussi grand effort d’abstraction (et donc moins coûteux pour l’entreprise), et surtout simplifiait la visualisation du travail (le maquettiste se concentrant sur sa maquette sans se préoccuper de la technique informatique). Les deux systèmes coexistèrent tant bien que mal dans les entreprises, la part du texte marqué se rétrécissant de plus en plus aux documentations lourdes, où un autre logiciel combinant les avantages du WYSIWYG et du texte marqué commença à le grignoter un peu plus : Framemaker. Aujourd'hui, on peut faire la distinction entre les logiciels de PAO adaptés à de très longs textes, comme un roman ou une revue technique qui comporte peu d'illustrations mais de nombreux chapitres et notes de bas de pages (Framemaker y excelle) et les logiciels traditionnels qui permettent une mise en pages plus artistique adaptée aux journaux, aux magazines et aux publicités (XPress, InDesign, PageMaker).

### L'ingénierie éditoriale
Les récentes problématiques de mutualisation de contenus (par exemple, entre un site web et une publication imprimée), et l'ancrage de la culture web ont poussé les éditeurs à proposer des solutions dépassant le cadre strict de la PAO.
Ces solutions, comme les plates-formes d'édition, rationalisent le métier d'édition en incluant les aspects de suivi de projet et de mutualisation des données dans un outil de production web.
L'émergence du langage XML au sein même de ces plates-formes permet de manipuler le contenu éditorial en vue d'une publication multicanal et nécessite un intervenant nouveau dans ce domaine : le Publicateur.
Cet expert, rompu aux dernières technologies numériques, a pour mission de préparer la diffusion de ces contenus, afin de les transmettre aux divers intervenants de la publication (imprimeurs, intégrateurs multimédia, développeurs Web…).
Ainsi, le terme PAO, pour publication assistée par ordinateur, a évolué pour ne plus se limiter à l'impression papier, son média d'origine. Il englobe désormais une variété de supports, tels que le Web, les CD-Roms, les assistants personnels, les téléphones portables, les compagnons de poche et les bornes interactives. En somme, il s'applique à tous les supports numériques actuels et futurs.

### La mise en pages SGBD
Il arrive que l'information à publier soit intégralement ou presque contenue dans des bases de données (annuaires, spectacles dans une grande ville, petites annonces, tarifs, catalogues, etc.). À partir de logiciels de mise en pages et de plugs-in appropriés, il est facile de lier la maquette d'une publication au contenu d'une base de données. Cette technique évite tout risque d'erreur de ressaisie, tout "copier-coller" malencontreux, et permet surtout l'édition des contenus en temps réel. Il existe deux façons de procéder :
- Le logiciel de mise en pages édite ou imprime directement un document en utilisant un fichier plat extrait de la base de données. Cette méthode fut bien maîtrisée depuis le milieu des années 80 avec le logiciel DCF, Document Composition Facility (qui avait introduit le langage de marquage GML, ancêtre direct du SGML).
- Le logiciel de mise en pages interroge en temps réel la base de données à chaque affichage, voire à terme effectuera des mises à jour en temps réel de l'affichage. C'est le concept de document vivant créé par Interleaf et repris depuis par Adobe Acrobat.

L'une comme l'autre de ces techniques permet de réaliser par exemple un catalogue en quelques heures au lieu de quelques semaines comme auparavant avec les techniques plus anciennes de PAO. Une gestion rigoureuse de la base de données est nécessaire et l'opérateur PAO peut parfois devoir gérer cette base technique en fonction des supports de diffusion (notion de profil).
Les industriels de la grande distribution et les voyagistes les utilisent couramment : les mises à jour de descriptifs ou de visuels sont ainsi rendus bien plus fluides, concurrence oblige.
La PAO-SGBD se prête bien à une utilisation avec le langage de marquage XML et à la publication multimédia. L'intégration avec des techniques de Web 2.0 comme l'architecture de participation. Le support papier, à mesure que les débits des réseaux s’accélèrent, la résolution comme la taille des écrans et la vitesse des processeurs augmente, pourrait devenir à terme une simple option.

### Domaines liés
L'exploitation et le traitement des images, de dessins, de photos ou de partitions dans la publication assisté par ordinateur est habituel, mais elle relève de techniques plus spécialisées telles que le dessin assisté par ordinateur, la retouche d'image, la musique assistée par ordinateur, la création et l'exploitation de police d'écriture.

## Les principaux logiciels de PAO
La composition et la mise en pages des textes et images se fait principalement à l'aide des logiciels suivants :

### Langage de balise
Les langages de balises sont exploités par des interfaces de plus haut niveau.
| Nom   | Éditeur        | Licences | Politique commerciale | Systèmes d'exploitation   | Première édition | Dernière version | Remarques                        |
| ----- | -------------- | -------- | --------------------- | ------------------------- | ---------------- | ---------------- | -------------------------------- |
| LaTeX | Leslie Lamport | Libre    |                       | Unix/Linux MacOS, Windows | 1983             | 2014             | Est utilisé avec le logiciel TeX |

### Généraliste
| Nom                 | Éditeur                  | Licences     | Politique commerciale | Systèmes d'exploitation                                                  | Première édition | Version en cours | Remarques |
| ------------------- | ------------------------ | ------------ | --------------------- | ------------------------------------------------------------------------ | ---------------- | ---------------- | --- |
| Adobe InDesign      | Adobe                    | Propriétaire | Payant                | Mac OS X Windows                                                         | 1999             | CC 2020          | Licences liées à un abonnement mensuel |
| Affinity Publisher  | Serif (Europe) Ltd       | Propriétaire | Payant                | Mac OS X et Windows                                                      | 19 juin 2019     | 1.8.5            | Sans abonnement, essai gratuit, à prix unique |
| Adobe PageMaker     | Adobe                    | Propriétaire | Payant                | Mac OS 8, 9 Windows 95-XP OS 2                                           | 1985             | 2004             | Distribution interrompue en 2004 |
| iCalamus            | Invers Software Vertrieb | Propriétaire | Payant                | Mac OS X                                                                 | 2015             | SR 2015          | |
| Microsoft Publisher | Microsoft                | Propriétaire | Payant                | Windows                                                                  | 1991             | 2016             | |
| PagePlus            | Serif Inc                | Propriétaire | Payant et gratuit     | Windows                                                                  | 1991             | X9               | Remplacé par Affinity Publisher |
| QuarkXPress         | Quark Software Inc.      | Propriétaire | Payant                | Mac OS X Windows                                                         | 1987             | 2023             | Mises à jour incluses durant un an sur le millésime acheté puis licence à vie sur ce millésime. L’assistante technique payante reste possible sur ce millésime. |
| Scribus             | The Scribus Team         | Libre        | Gratuit               | Windows XP et suivants Linux/UNIX Mac OS X OS/2 Warp 4 eComStation Haiku | 2001             | 1.5.4            | |
| Lucidpress          | Lucid Software           | Libre        | Payant et gratuit     | Linux/UNIX Mac OS Windows                                                | 2013             | 2018             | Accès en ligne |

### Scientifique
| Nom              | Éditeur      | Licences     | Politique commerciale | Systèmes d'exploitation    | Date de première édition | Dernière version | Remarques                                                                                         |
| ---------------- | ------------ | ------------ | --------------------- | -------------------------- | ------------------------ | ---------------- | ------------------------------------------------------------------------------------------------- |
| TeX et dérivés   | Donald Knuth | Libre        |                       | Unix/Linux, MacOS, Windows | 1977                     |                  | Exploite les balises LaTeX Possède de nombreuses interfaces utilisateurs (LyX, mediawiki par ex.) |
| Adobe FrameMaker | Adobe        | Propriétaire | Payant                | MacOS Windows Solaris      | 1995                     | 11               | documents techniques                                                                              |

## Normes
- Format de papier
- Pantone (colorimétrie)